# Нгеан

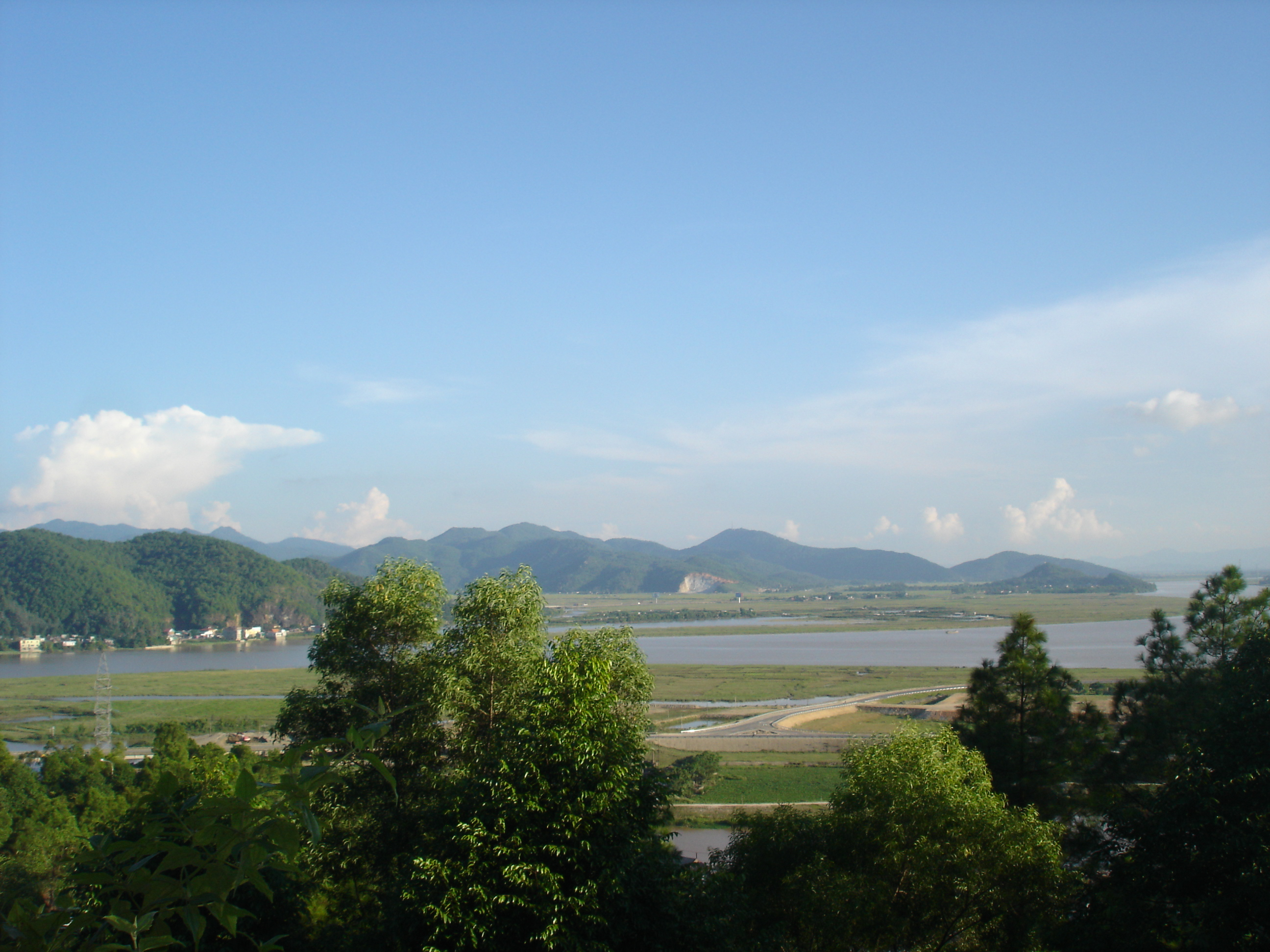
Річка Лам — головна річка провінції Нгеан

Нгеан (в'єт. Nghệ An) — найбільша за площею провінція В'єтнаму. Площа становить 16 491 км²; населення за даними перепису 2009 року — 2 912 041 житель. Розташована у північній частині Центрального узбережжя. Адміністративний центр — місто Вінь.
В адміністративному відношенні поділяється на 1 місто, 2 містечка і 17 повітів. У провінції є 2 університети, обидва розташовуються у місті Вінь. Нгеан — батьківщина Хо Ші Міна.

## Населення
У 2009 році населення провінції становило 2 912 041 особа, з них 1 445 533 (49,64 %) чоловіки і 1 466 508 (50,36 %) жінки, 2 537 244 (87,13 %) сільські жителі і 374 797 (12,87 %) жителі міст.
Національній склад населення (за даними перепису 2009 року): в'єтнамці 2 489 952 особи (85,51 %), тхай 295 132 особи (10,13 %), тхо 59 579 осіб (2,05 %), кхму 35 670 осіб (1,22 %), мяо 28 992 особи (1,00 %), інші 2 716 осіб (0,09 %).